# Daniel Abalo Paulos
Daniel Abalo Paulos (Vilagarcía de Arousa, 29 de setembre de 1987) és un futbolista professional gallec, que ocupa la posició de migcampista i juga actualment al Ludogorets Razgrad de Bulgària.

## Trajectòria esportiva
Després de destacar al Joventude Cambados, s'incorporà al filial del Celta de Vigo, promocionat al primer equip el 2007.